# Klubi Sportiv Flamurtari Vlorë 2013-2014

## Rosa
Aggiornata al 23 febbraio 2014.
| N. |                               | Ruolo | Calciatore             |
| -- | ----------------------------- | ----- | ---------------------- |
| 3  | Albania (bandiera)            | D     | Halim Begaj            |
| 4  | Albania (bandiera)            | A     | Ardit Hoxhaj           |
| 5  | Albania (bandiera)            | D     | Armandi Myrtaj         |
| 6  | Albania (bandiera)            | D     | Erion Dushku           |
| 7  | Albania (bandiera)            | D     | Gledi Mici             |
| 9  | Albania (bandiera)            | A     | Brunild Pepa           |
| 10 | Macedonia del Nord (bandiera) | C     | Nijas Lena             |
| 11 | Albania (bandiera)            | D     | Franc Veliu (capitano) |
| 12 | Albania (bandiera)            | P     | Resim Hysi             |
| 13 | Albania (bandiera)            | D     | Polizoi Arbëri         |
| 14 | Albania (bandiera)            | D     | Alvaro Bishaj          |
| 15 | Albania (bandiera)            | C     | Ardi Qejvani           |
| 16 | Albania (bandiera)            | D     | Orjad Beqiri           |
| 17 | Albania (bandiera)            | C     | Bruno Telushi          |
| 18 | Albania (bandiera)            | C     | Lejdi Liçaj            |
| 19 | Albania (bandiera)            | C     | Hair Zeqiri            |
| 20 | Albania (bandiera)            | C     | Taulant Kuqi           |

| N. |                    | Ruolo | Calciatore       |
| -- | ------------------ | ----- | ---------------- |
| 21 | Albania (bandiera) | A     | Arbër Abilaliaj  |
| 22 | Albania (bandiera) | C     | Dejvi Bregu      |
| 23 | Albania (bandiera) | A     | Ardit Shehaj     |
| 24 | Albania (bandiera) | C     | Rofrenc Nelaj    |
| 25 | Albania (bandiera) | A     | Lorenc Shehaj    |
| 27 | Albania (bandiera) | C     | Gilman Lika      |
| 28 | Albania (bandiera) | D     | Artan Sakaj      |
| 88 | Albania (bandiera) | P     | Klodian Xhelilaj |
| 89 | Albania (bandiera) | P     | Shpëtim Moçka    |
|    | Albania (bandiera) | P     | Gentjan Kellçiu  |
|    | Albania (bandiera) | D     | Andi Hasani      |
|    | Albania (bandiera) | D     | Arbri Beqaj      |
|    | Albania (bandiera) | D     | Aleksander Brozi |
|    | Albania (bandiera) | C     | Ergys Kuçi       |
|    | Albania (bandiera) | A     | Onils Idrizaj    |
|    | Albania (bandiera) | A     | Edison Plepi     |